# Айдар (причёска)

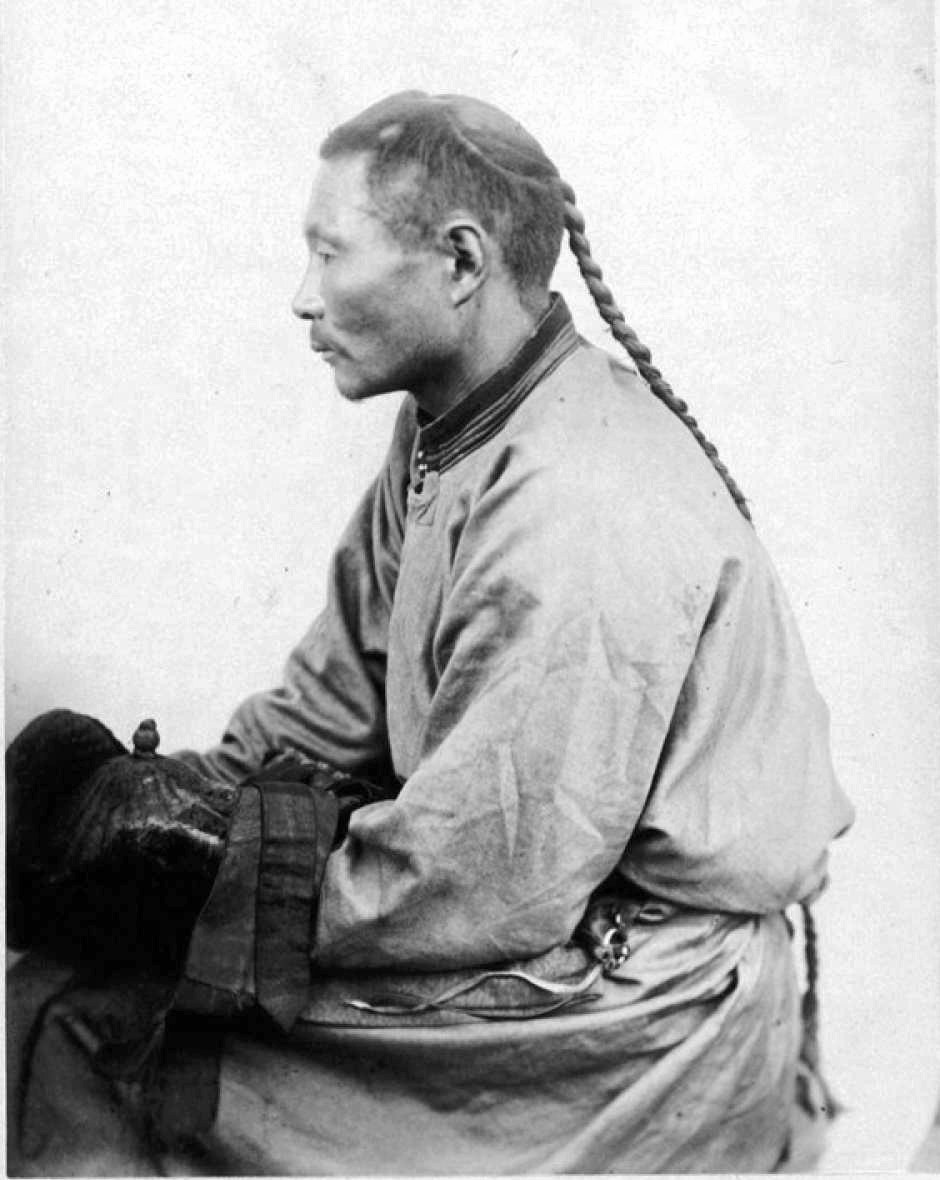
Тоджинец с косой на фото XIX века

Айда́р — традиционная мужская причёска тюркских народов Великой евразийской степи (напр., тувинцев). Волосы на голове выстригались и оставлялся лишь один большой клок волос в виде чуба, обычно на темени или затылке. 
Чуб зачастую заплетался для удобства в косичку, но мог и не заплетаться. Скорее всего, такая мужская причёска воспринималась тенгрианцами как оберег, защита. О давнем распространении айдара у кочевников Великой степи М. И. Артамонов сообщает следующее:

Гуннская, по указанию Прокопия, и венгерская и болгарская прически отличались между собой тем, что в случае гуннов волосы подстригались только спереди, а у древних киргизов, болгар и венгров на бритой голове оставлялся длинный пучок волос, известный нам позже по описаниям внешности киевского князя Святослава и в виде запорожского оселедца. Гуннская причёска была также у авар. Прокопий связывает её с массагетами. Эпоха жительства на Кавказе у дунайских болгар называется эпохой «стриженых голов». Бритьё или стрижка головы у болгар не исключали и тогда наличия у них оставленного на макушке пучка длинных волос, удержавшегося затем долго не только в прическе населения нижнего Поднепровья, но и Северного Кавказа. По запискам Рубрука, такую косу, как у венгров, болгар, хазар, носили и «татары» Дешты-Кипчак (кипчаки, половцы). 
В тюркской (казахской, киргизской) традиции от айдара взрослых (женатых) мужчин отличают кекил, который представляет собой чёлку спереди, носимую молодыми людьми до вступления в брак. При наборе добровольцев на опасные набеги молодого бездетного воина с кекилом не брали, чтобы в случае смерти не пресекся его род. 
Среди знатных средневековых монголов (как мужчин, так и женщин) были распространены причёски с двумя косами, которые заплетались на висках за ушами. Кипчаки носили разное количество кос — от одной до четырёх, которые убирались в специальные чехлы-футляры из кожи или войлока с металлическими украшениями-накладками.